# Geo Milev
Gueorgui Milev Kassabov, búlgar: Георги Милев Касабов (Radnevo, 1895 — Sofia, 1925) fou un poeta búlgar, conegut amb el pseudònim de Geo Milev.
El seu estil s'inicià amb el simbolisme però evolucionà cap al futurisme i l'expressionisme. La seva obra més important és el poema patriòtic Septemvri (1925), escrit després del Cop d'Estat de Bulgària de 1923. El seu desacord amb el règim comunista li va costar diverses represàlies, i finalment va ser assassinat.